# Mezzana (San Giuliano Terme)
Mezzana è una frazione del comune italiano di San Giuliano Terme, nella provincia di Pisa, in Toscana.

## Geografia fisica
La frazione di Mezzana è situata nel Valdarno, sulla riva destra del fiume Arno, lungo la strada che collega Pisa con Calci. La frazione forma un unico agglomerato urbano con l'adiacente frazione di Colignola, tanto che statisticamente sono spesso considerate come una sola frazione (Mezzana-Colignola). L'area urbana di Mezzana-Colignola confina a nord con Asciano Pisano, a est con Ghezzano, ad ovest con la frazione di Gabella del comune di Calci, e a sud, dirimpetto al paese oltre il fiume, con la frazione di Ripoli del comune di Cascina.

## Storia
Mezzana è ricordata in vari documenti pisani dell'XI secolo come villaggio dotato di chiesa parrocchiale. Qui i camaldolesi di San Michele in Borgo Stretto possedevano una cappella intitolata a san Giovanni, alla quale furono fatte donazioni il 18 e il 31 marzo 1080 e il 28 agosto 1084 da Ugo e dalla moglie Imelda, figlia di Tebaldo di Pisa. Anche la contessa Willa, proprietaria di grandi proprietà a Mezzana, donò parte delle sue terre al monastero di San Michele, per la precisione quelle poste in località Scandicci.
Mezzana nel 1833 contava 471 abitanti.

## Monumenti e luoghi d'interesse

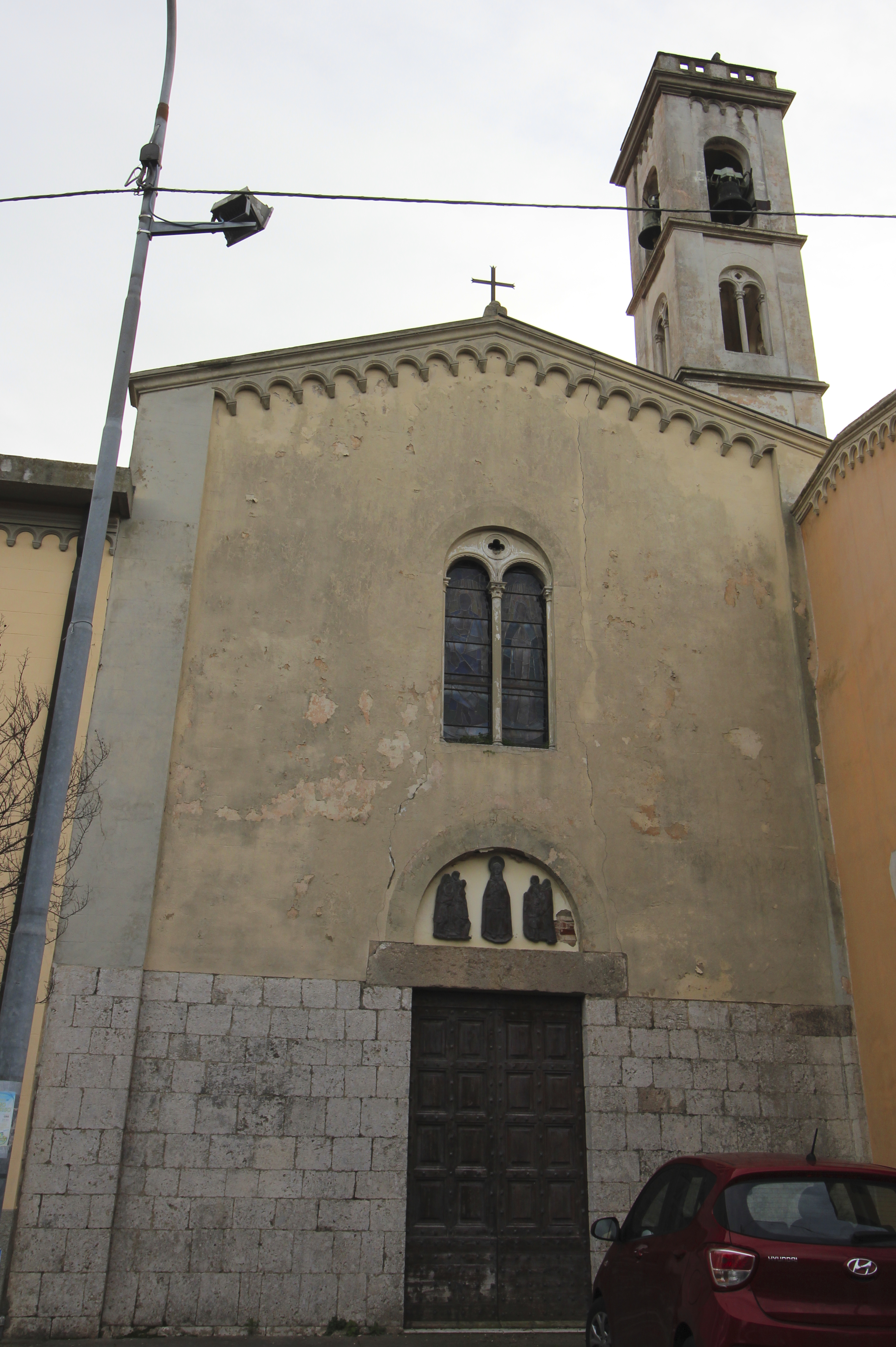
La chiesa di Santa Maria Assunta

- Chiesa di Santa Maria Assunta, chiesa parrocchiale della frazione,[5] è attestata dal 930 ed era dipendente dal piviere di Caprona.[5] La chiesa, inizialmente intitolata a san Giovanni,[4] cadde in stato di abbandono e la parrocchia fu quindi trasferita presso la chiesa di Colignola.[4][5] Verso la fine del XVI secolo, la chiesa fu ricostruita e riaperta al culto con il titolo dell'Assunzione di Maria.[5] All'interno è una pala di Jacopo Benettini, detto il Sordo da Pisa raffigurante la Natività della Vergine e databile al primo decennio del Seicento.[6]